# Dave Feitl
Dave Scott Feitl (Butler, 8 giugno 1962) è un ex cestista statunitense, professionista nella NBA.

## Carriera
È stato selezionato dagli Houston Rockets al secondo giro del Draft NBA 1986 (43ª scelta assoluta).